# توماس فولر (برده)
توماس فولر (به انگلیسی: Thomas Fuller) (۱۷۱۰-۱۷۹۰)، برده‌ای آفریقایی تبار در آمریکا بود که به سبب توانایی بالایش در محاسبات ریاضی مشهور شد.